# ヤネス・ホルン
ヤネス・ホルン（Jannes Horn, 1997年2月6日 - ）はドイツ・ニーダーザクセン州ブラウンシュヴァイク出身のサッカー選手。SKラピード・ウィーン所属。ポジションはディフェンダー。

## 経歴

### クラブ
VfLヴォルフスブルクのアカデミーで育成され、2016–17シーズンよりトップチームに昇格。2016年9月17日のTSG1899ホッフェンハイム戦でトップチームデビュー。
2017年6月、出場機会を求め1.FCケルンに移籍。
2019年8月15日、シーズンいっぱいの期限付き移籍でハノーファー96に加入。
2022年7月25日、VfLボーフムと2年契約を結んだ。
2023年1月7日、1.FCニュルンベルクに期限付き移籍。6月29日に完全移籍となった。

### 代表
各年代でドイツ代表に選出されている。